# Лопушня (Болгария)
Лопушня (болг. Лопушня) — село в Болгарии. Находится в Софийской области, входит в общину Годеч. Население составляет 17 человек.